# Stilpnus leptomerus
Stilpnus leptomerus är en stekelart som beskrevs av Forster 1876. Stilpnus leptomerus ingår i släktet Stilpnus och familjen brokparasitsteklar. Inga underarter finns listade i Catalogue of Life.